# 雲の上の虚構船
『雲の上の虚構船』（くものうえのきょこうせん）は2011年から日本テレビで不定期に放送されていたバラエティ番組。
第1弾は2011年1月2日0:49 - 1:29（1日深夜）、第2弾は『たけし監修 笑う虚構船』（たけしかんしゅう わらうきょこうせん）のタイトルで2012年4月4日0:18 - 1:13（3日深夜）に放送された。

## 概要
時事ネタや社会風刺を扱ったコント番組である。

## 出演者

### 第1弾
- 荒木宏文
- 大堀こういち
- 隈部洋平
- 酒井敏也
- 坪倉由幸（我が家）
- 戸次重幸
- 宮崎吐夢
- 八代英輝
- 麻美ゆま

ほか

### 第2弾
- 六角精児
- 津田寛治
- 加藤和樹
- 山崎樹範
- 大堀こういち
- 國本鍾建
- 浅見れいな
- 平愛梨
- 西村和彦

ほか

## 披露されたコント一覧

### 第1弾
- ○KBの事業仕分け

女性アイドルグループAKB48を事業仕分けしていく。
- おすもうさん

2010年に発覚した大相撲野球賭博問題を題材としたコント。
- あのテロップ･･･

地デジ移行を知らせるテロップや地上波アナログ放送レターボックス放送を題材としたコント。
- ハンカ○王子

2010年東京六大学野球で優勝した早稲田大学の斎藤佑樹のインタビューをパロディにしたコント。
- 立候補者選び

民主党の候補者選びを題材にしたコント。
- 東シナ海テレビショッピング

尖閣諸島中国漁船衝突事件及び尖閣諸島中国漁船衝突映像流出事件、中国のパクリ問題を題材にしたコント。
- 食わず嫌いキング 日本人 vs アメリカ人

フジテレビのバラエティ番組『とんねるずのみなさんのおかげでした』のコーナー「新・食わず嫌い王決定戦」のパロディ。捕鯨問題を扱う。
- 支持率上がる?

副題は「総理と秘書」。内閣支持率の低下に悩む総理大臣に秘書が、支持率が上がる方法を提案する。
- IKEGAMI

ジャーナリスト池上彰を題材にしたコント。"池上"が「分かりやすい説明」で数々の問題を解決していく。
- 拍手

北朝鮮の金正日総書記の独特の拍手の仕方を題材にしたコント。

## スタッフ
- 監修：ビートたけし（第2回）
- ナレーター：前島貴志（第1回）、中野謙吾（日テレアナウンサー、第2回）
- 構成：大岩賞介、谷口秀一（共に第1回のみ）、〆さばアタル、アル北郷（共に第2回） / 高橋洋二、細川徹、ふじきみつ彦（第1回のみ）、石塚祐介、永井ふわふわ（第2回）
- TM：佐治佳一
- SW：村松明（第1回）、三井隆裕（第2回）
- カメラ：渡辺滋雄
- MIX：大島康彦（第1回）、池田正義（第2回）
- 音声：藤岡絵里子（第1回のみ）
- 調整：笈川太（第1回）、久野崇文（第2回）
- 照明：坂口尚真（第1回）、三代川大輔（第2回）
- 技術協力：NiTRO、ヌーベルバーグ、ミジェット（第1回のみ）、ジャパンテレビ（第2回）
- 美術：松崎純一（第1回）、上條宏美（第2回）
- デザイン：小林俊輔
- 美術協力：日テレアート
- 編集：加納敏行（第1回）、七五三吉洋（第2回）
- MA：高橋昭雄（第1回）、元木綾美（第2回）
- 音効：森山顕仁（ヘンドリックス）
- 編成：高谷和男（第2回）
- 広報：友定紘子（第2回）
- 営業：齋藤尚宣（第2回）
- イラスト：安居院一展（第2回）
- TK：大岡伸江
- デスク：山本恭代
- AD：小坂道洋、三村美絵、大江紀和（第2回）
- AP：大野敦子（第1回のみ）
- 演出：三浦伸介、安彦和弘、日野力
- プロデューサー：宮本誠臣、細越貴子、浜田和宏
- エグゼクティブプロデューサー：吉川圭三
- 協力：オフィス北野（第2回）
- 写真協力：JAXA/AP/アフロ、ゲッティ（第2回）
- 制作協力：オフィスぼくら
- チーフプロデューサー：竹内尊実（第1回）、大野彰作（第2回）
- 製作著作：日本テレビ